# Bibliothèque nationale de Moldavie
La Bibliothèque nationale de Moldavie (en roumain: Biblioteca Naţională a Republicii Moldova) est située sur la rue du 31 août 1989 à Chişinău. Elle a été fondée le 22 août 1832. L'architecte de l'édifice est A. Ambartumian.
En face de la Bibliothèque nationale, il y a une statue d'Ion Zderciuc représentant le poète Vasile Alecsandri.
La directrice générale actuelle est Elena Pintilei.

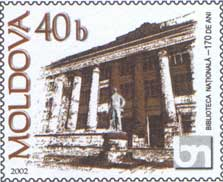
Timbre de Moldavie

## Directeurs
Les personnes suivantes ont dirigé la Bibliothèque nationale :
- Gavriil Bilevici (1832-1835)
- Nicolai Kozlov (1835-1846)
- Mihail Saburov (1846-1847)
- Ivan Tanskii (1848-1855)
- Platon Globaciov (IX-XII, 1852)
- Botean (1855-1856)
- Petru Şuşchevici (1856-1857)
- Venedict Beler (1857-1871)
- Kurkovskaia (1871-1877)
- Daria Harjevskaia (1884-1924)
- Maria Arionescu (1931-1934)
- Elena Niţescu (1934-)
- Adeli Cernoviţkaia (1944-1946)
- Iguatie Teleuţă (1946-1948)
- Alexandr Suhomlinov (1948-1955)
- Ion Borş (1956-1959)
- Alexandru Chirtoaca (1959-1963)
- Gheorghe Cincilei (1963-1964)
- Petru Ganenco (1965-1983)
- Grigore Sudacevschi (1984-1987)
- Tatiana Levandovskaia (1987-1992)
- Alexei Rău (1992-2015)
- Elena Pintilei (depuis 2015)